# Jumanji (serie animata)
Jumanji è una serie televisiva d'animazione statunitense basata sui personaggi del film Jumanji, a sua volta ispirato all'omonimo racconto di Chris Van Allsburg. La serie è composta da 40 episodi dalla durata di 22 minuti ciascuno ed è andata in onda per la prima volta dall'8 settembre 1996 all'11 marzo 1999.

## Trama
I protagonisti sono Peter e Judy Shepherd che cercano, in ogni episodio, di liberare Alan Parrish, intrappolato nel gioco dal 1969, ma senza successo. All'inizio di ogni episodio i due fratelli lanciano i dadi e il gioco mostra loro un indovinello per poi risucchiarli come è successo ad Alan. Judy e Peter per tornare a casa dovranno ogni volta risolvere l'indovinello mentre Alan dovrà rimanere nel gioco in quanto, al momento della sua giocata, non aveva letto l'indovinello. Oltre ai personaggi del libro ne sono presenti altri come J.H. 'Trader' Slick, il Prof. J.S. Ibsen e un branco di scimmie vivaci chiamati Rock.

## Personaggi
- Alan Parrish - Marco Mete
- Judy Shepherd - Perla Liberatori
- Peter Shepherd - Paola Majano
- Zia Nora - Isabella Pasanisi
- Van Pelt - Dario Penne
- J.H. 'Trader' Slick - Angelo Nicotra
- Prof. J.S. Ibsen - Sandro Iovino
- Rock
- Carl Bentley

## Lista episodi

### Prima stagione (1996–1997)
1. Il cristallo prezioso (Price)
2. L'orologio (Bargaining for Time)
3. Identità mascherata (Masked Identity)
4. Nora e Jumanji (Ransom of Redhead)
5. Uno strano ingegnere (Master Builder)
6. No Dice (No Dice)
7. Il principe azzurro (Love on the Rocks)
8. L'erede di Van Pelt (Law of Jumanji)
9. Uniti si vince (Stormy Weather)
10. Il gradasso (El Pollo Jumanji)
11. Sboccia l'amore (Perfect Match)
12. Il regalo di compleanno (Gift)
13. Dire sempre la verità (Truth or Consequently)

### Seconda stagione (1997–1998)
1. Guerra tra formiche (The Red and the Black)
2. Il capitano Squint (Eye of the Sea)
3. Un problema di matematica (Brantford: The Game)
4. La nuvola nera (Air Judy)
5. Il palazzo degli indizi (The Palace of Clues)
6. Il padrone del gioco (The Master of the Game)
7. Le copie (Robo-Peter)
8. Fratelli e sorelle (Mud Boy)
9. La scatola magica (The Magic Chest)
10. Il processo (The Trial)
11. Il volto nascosto (The Riddle of Alan)
12. La notte dei cacciatori (Night of the Hunters)
13. The Plague (The Plague)

### Terza stagione (1998–1999)
1. Tre è peggio di uno (The Three Peters)
2. Viaggio nel passato (Young Alan)
3. L'intruso (The Intruder)
4. Peter il gigante (Oh, Grow Up!)
5. Il ritorno di Squint (Return of Squint)
6. Armageddon (Armageddon)
7. Filtro d'amore (Love Potion)
8. La strega di Jumanji (Sorceress of Jumanji)
9. Il professor Ibsen (The Ultimate Weapon)
10. Scambio di personalità (Who Am I?)
11. Un posto da incubo (Nothing to Fear)
12. La bambola magica (The Doll)
13. Il temerario Ashton Philips (An Old Stor)
14. L'ultima avventura (Good Bye, Jumanji)[1]